# Abd Allah Azzam
Abd Allah Jusuf Azzam (Abdullah Yusuf Azzam) (ur. 1941 w Silat al-Harisijja, zm. 24 listopada 1989 w Peszawarze) – wykładowca teologii, palestyński szejk, jeden z przywódców Stowarzyszenia Braci Muzułmanów.

## Życiorys
Kiedy w grudniu 1979 rozpoczęła się radziecka interwencja w Afganistanie, Azzam był jednym z pierwszych, którzy wezwali muzułmanów do świętej wojny przeciwko niewiernym (czyli tym, którzy zaatakowali dar al-islam — ziemię zamieszkiwaną przed wyznawców islamu). Uważa się, że to on w 1988 r. stworzył Al-Ka’idę.
Zginął w zamachu bombowym zorganizowanym przez nieznanych sprawców, którzy wysadzili jego samochód. Razem z nim zginęli także jego dwaj synowie.